# Hysiella flavovittata
Hysiella flavovittata – gatunek prostoskrzydłych z rodziny szarańczowatych i rodzaju Hysiella.

## Opis

### Samiec
Średniej wielkości szarańczak. Oskórek błyszczący, delikatnie pomarszczony i drobno dołkowany. Czułka o 21 członach, dłuższe niż głowa i przedplecze razem wzięte. Wyrostek (fastigium) ciemienia ostrokątny z podłużnym szwem przez środek. Przedplecze cylindryczne z czterema głębokimi i szerokimi poprzecznymi bruzdami. Metazona długości ¼ prozony, a jej tylna krawędź nieco podgięta. Obecne ślady szczątkowego narządu tympalnego. Guzki boczne na płytce nadanalnej wyraźniej rozwinięte niż u Hysiella nigricornis.
Ubarwienie zielonawo-niebieskie. Czułka czarne. Przez środek twarzy żółty pas zlewający się z pasem bocznym, biegnącym od boków głowy (poniżej oczu), przez niższe boki przedplecza, pleury po dolną część zewentrznej strony tylnych ud. Tylne kolana brązowawe, a tylne golenie niebieskie.
Genitalia: Walwy wierzchołkowe penisa długie, umiarkowanie smukłe, nieco wygięte ku górze, o wierzchołkach tępych. Walwy cingulum podobne, lecz bardziej wygięte ku górze i wydłużone, obie całkowicie zakryte osłoną. Walwy podstawowe penisa stosunkowo krótkie, szeroko rozchodzące się na końcach. Wyrostek gonoporu krótki, szeroki, wygięty ku górze u wierzchołka. Zygoma cingulum stosunkowo długa. Apodemy (endosternity) stosunkowo długie, rozszerzone na wierzchołkach. Epiphallus z wąskim mostkiem. Haczyki (ancorae) małe, rozrosłe, zagięte do wewnątrz. Lophi o dwóch płatkach, z jednym małym płatkiem na wierzchołku większego.

### Samica
Większa od samca. Tylna krawędź płytki subgenitalnej kanciasta. Pokładełko umiarkowanie smukłe. Walwy lekko wygiete na końcach. Ubarwiona podobnie jak samiec, lecz jaśniejsza. Wewnętrzna strona tylnych ud czerwona. 

## Występowanie
Gatunek ten jest endemitem Madagaskaru.